# Au in der Hallertau
Au in der Hallertau è un comune tedesco di 5 626 abitanti, situato nel land della Baviera.